# Bytyń (Grande-Pologne)
Pour les articles homonymes, voir Bytyń.
Bytyń (prononciation : [ˈbɨtɨɲ]) est un village polonais de la gmina de Kaźmierz dans le powiat de Szamotuły de la voïvodie de Grande-Pologne dans le centre-ouest de la Pologne.
Il se situe à environ 6 kilomètres au sud-ouest de Kaźmierz (siège de la gmina), 14 kilomètres au sud de Szamotuły (siège du powiat), et à 29 kilomètres à l'ouest de Poznań (capitale de la Grande-Pologne).

## Histoire
On retrouve Bytyń mentionné en 1322 comme la propriété de Piotr Dressedic, chancelier du royaume de Pologne et châtelain de Międzyrzec. Piotr Dressedic (Petr Drogoslai) et le château (castrum Bithin) sont mentionnés en l'an 1327 dans la bulle du pape Jean XXII. Le village a ensuite changé plusieurs fois de propriétaire. A partir de 1520, il appartenait à la famille Konarzewski des armoiries de Pora. 
Au tournant des XVe et XVIe siècles, elle disposait des droits de cité et entre 1447 et 1537, elle figurait dans les documents en tant que ville. Pendant la guerre de Treize ans entre les chevaliers Teutoniques et la Pologne, Bytyń érige une troupe de fantassins au secours de des troupes polonaises assiégées dans le château de Malbork. Le village de Bytyń était situé en 1580 dans le comté de Poznań.
En 1751, le village a été acheté par Andrzej Niegolewski de Niegolewo (1714-1770), gouverneur de Pobiedziska, port-épée et porte-étendard de Wschowa. En 1787, Andrzej Niegolewski, un des héros de Somosierra, y est né. En novembre 1806, le général Jan Henryk Dąbrowski rencontra Napoléon Bonaparte à l'auberge locale.
Au XIXe siècle, Bytyń passa par mariage pendant deux générations entre les mains de la famille Gąsiorowski - Bronisław et sa fille Helena. Les Niegolewski redeviennent propriétaires du village au XXe siècle par héritage. En 1926, le domaine Bytyń, avec la ferme Witkowice, couvrait 2 146 ha, il possédait une distillerie, une amidonnerie et une scierie. Jusqu'en 1939, son propriétaire était Andrzej Niegolewski.
Pendant la deuxième guerre mondiale, le village fut occupé par l'armée allemande. En novembre 1939, ces troupes commettent un massacre de 72 polonais dans la forêt dans le cadre de l'Intelligenzaktion.
De 1975 à 1998, le village faisait partie du territoire de la voïvodie de Poznań.
Depuis 1999, Bytyń est situé dans la voïvodie de Grande-Pologne.
Le village possède une population de 540 habitants.

## Archéologie

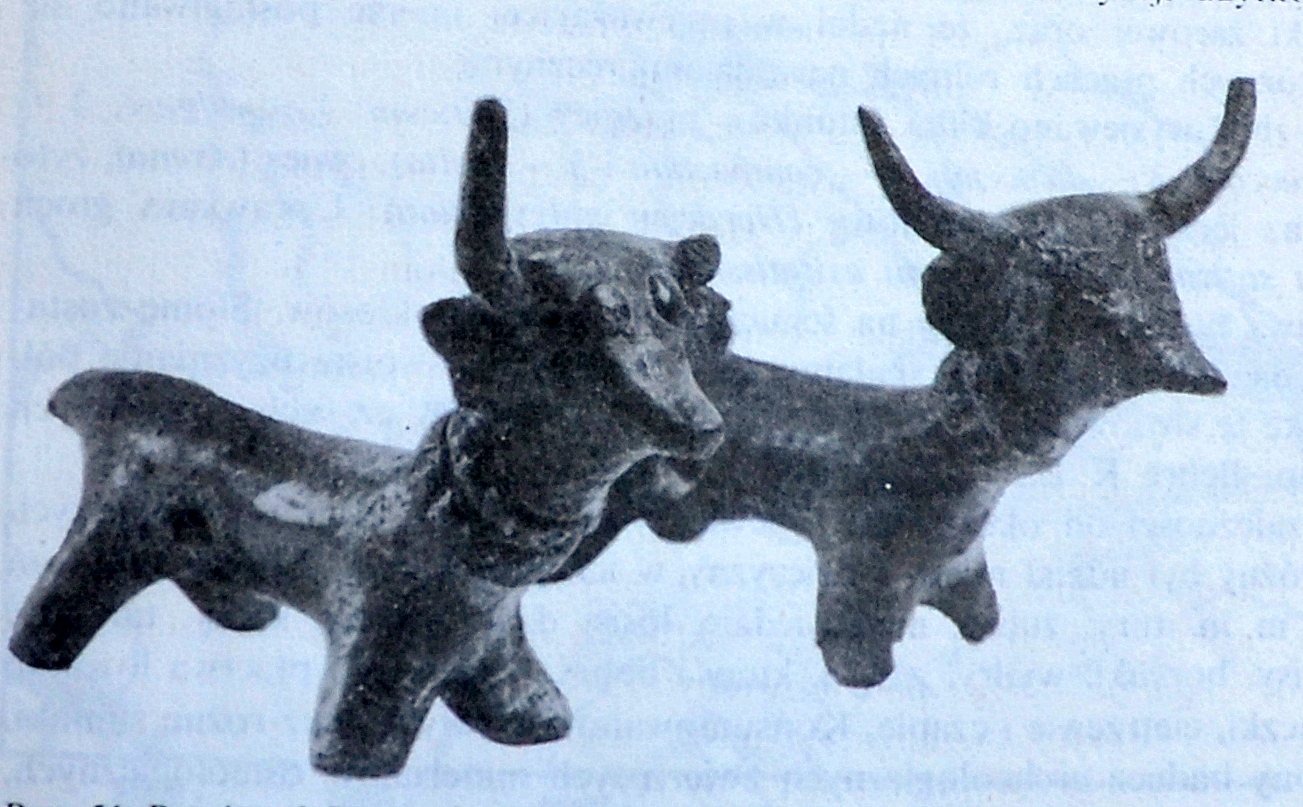
Boeufs de Bytyn

En 1873 fut découvert dans le village, un trésor de cuivre unique datant d'environ 2000 av. J.-C. comprenant des figures sculptées de bœufs connues sous le nom de bœufs de Bytyń. Ces sculptures sont désormais dans la collection du musée archéologique de Poznań.
 

## Monuments
- Église de l'Immaculée Conception de la Bienheureuse Vierge Marie.

Église de style gothique tardif. Construit en 1534, puis en 1906. Reconstruite et agrandie depuis 1991 lors d'une rénovation, avec l'ajout d'une chapelle et d'un porche. L'intérieur de l'église contient l'autel principal néo-baroque, et une peinture de la fin de la Renaissance de la Vierge Marie (vers 1630).
- Palais Niegolewski et son parc

Le manoir classique a été construit à l'origine comme une maison d'un étage vers 1785, probablement par le constructeur Bernard Leinweber de Poznań pour la famille Niegolewski. Au cours du XIXe siècle, le palais a été agrandi deux fois en y ajoutant un étage. Dans les années 1990-2000, le palais a été restauré et complété par des ailes en verre. Autour du palais se trouve un parc d'une superficie de 11,1 ha avec un vieux bosquet, établi dans la seconde moitié du XVIIIe siècle dans un style "à l'italienne", transformé plus tard en parc paysager. A proximité du palais se trouvent une dépendance néo-Renaissance de la fin du XIXe siècle et des bâtiments de ferme, dont un château d'eau, du début du XXe siècle.

## Personnalités liées à la commune
- Andrzej Niegolewski (1787-1857), né à Bytyń, colonel et homme politique polonais. Il s'est notamment illustré à la bataille de Somosierra.